# Kena: Bridge of Spirits
Kena: Bridge of Spirits (с англ. — «Кена: Мост духов») — компьютерная игра в жанре экшен-адвенчуры от третьего лица, разработанная и изданная студией Ember Lab. Сюжет повествует о молодой проводнице духов Кене, использующей свои магические способности для помощи умершим людям в переходе из физического мира в мир духов. Игрок использует посох Кены для атаки врагов и заклинание импульса для защиты от вражеских атак, собирая небольших духовных компаньонов, называемых тлёнышами, которые помогают выполнять задания и сражаться с врагами.
Разработку игры вели братья Майк и Джош Гриеры, основатели Ember Lab. После нескольких лет работы над рекламными роликами и фирменными приложениями команда разработки решила заняться созданием собственной компьютерной игры. Они заключили партнёрское соглашение с Sony Interactive Entertainment о консольной эксклюзивности, что позволило расширить костяк команды до 15 разработчиков. Графика игры была нарисована совместно с вьетнамской анимационной студией Sparx, а вымышленный мир игры создавался под влиянием природы и культуры Восточной Азии, в частности Японии и Бали. Саундтрек в стиле гамелан был написан Джейсоном Галлати при участии балийского ансамбля Gamelan Çudamani.
Kena: Bridge of Spirits была представлена на кинофестивале «Трайбека». После нескольких переносов, частично вызванных пандемией COVID-19, игра была выпущена 21 сентября 2021 года на Microsoft Windows, PlayStation 4 и PlayStation 5. Игра получила в основном положительные отзывы критиков; особо высокой оценки удостоились графический стиль, саундтрек и дизайн тлёнышей; геймплей, повествование и персонажи получили смешанные оценки.

## Игровой процесс
Kena: Bridge of Spirits является экшен-адвенчурой от третьего лица. Игрок управляет молодой проводницей духов Кеной, обладающей магическими способностями. В бою игрок может использовать посох Кены для быстрых, сильных и заряженных атак. В дальнейшем посох улучшается до лука, который, помимо атаки врагов, может быть использован в качестве абордажной кошки, а так же используется при решении головоломок. Для защиты от вражеских атак игрок может использовать заклинание импульса (англ. pulse), работающее как щит и обладающее шкалой здоровья, уменьшающейся при блокировании атак; импульс также необходим для получения подсказок и активирования объектов, а его улучшение позволяет игроку делать рывок вперёд, который может быть использован для преодоления барьеров в мир духов, уклонения от атак, оглушения врагов и поглощения противников-духов. Активирование импульса прямо перед вражеской атакой оглушает противника. Игрок также может получить возможность использовать бомбы духов (англ. Spirit Bombs), которые, помимо нанесения урона врагам, можно использовать для того, чтобы поднимать в воздух мерцающие скалы и использовать их в качестве платформ.
Задача игрока — собирать небольших духовных компаньонов, тлёнышей. Тлёнышам могут быть поручены различные задачи: двигать объекты, принимать определённые формы, отвлекать врагов, и так далее. Перед тем, как тлёныши наберут достаточно смелости (англ. Courage), чтобы присоединиться к битве, игроку необходимо нанести противникам определённый урон. Отдача приказов тлёнышам во время битвы уменьшит их смелость, но её можно будет восстановить дальнейшими атаками по врагам или сбором выпавшей смелости. Тлёныши могут вселятся в стрелы и бомбы игрока, что усилит его атаки. Внешний вид тлёнышей можно менять, одевая их в различные шапки; для этого необходимо сначала открыть шапку, выполнив определённое задание или открыв сундук, а потом приобрести её с помощью самоцветов (англ. Gems), заработанных или собранных по ходу игры. Также выполнение задач и нахождение коллекционных предметов позволяет игроку зарабатывать карму, необходимую для разблокирования улучшений и новых способностей, в частности, атак помощнее или щита попрочнее. По ходу исследования мира игрок может найти почту духов (англ. Spirit Mail), используемую для разблокирования новых зон в деревне и освобождения находящихся там духов. Также в мире есть места для медитации, в процессе которой персонаж восстанавливает свои очки здоровья. Некоторые способности, в частности, лук Кены, создают тактильный отклик на геймпадах DualSense.

## Сюжет
Во вселенной Kena: Bridge of Spirits умершие люди могут оставаться между физическим миром и миром духов, если у них остались травмы или незавершённые дела. Им помогают проводники духов, чья задача — понимать, с какими трудностями столкнулись умершие, и помогать их преодолеть. Молодая проводница духов по имени Кена (англ. Kena) путешествует в сторону заброшенной деревни в поисках священного Горного храма (англ. Mountain Shrine). Она собирает маленьких компаньонов, тлёнышей (англ. Rot), которые помогают ей на пути. По пути к деревне она сталкивается с могущественным духом в маске, который заявляет, что является причиной порчи в лесу, из-за которой лес увядает и в нём появляются смертоносные монстры. Кена объясняет духу, что может помочь ему отправиться в лучший мир, однако дух отказывается и уходит. В деревне Кена встречает бывшего старейшину Заджуро (англ. Zajuro), который заявляет, что перед тем, как Кену пустят в храм, она должна помочь попавшим в ловушку духам.
Кена отправляется за духами двух маленьких детей, Сайи (англ. Saiya) и Бени (англ. Beni), чей старший брат Таро (англ. Taro) превратился в беспокойного призрака, неспособного отправиться в мир духов. Отыскав реликвии воспоминаний Таро, Кена избавляется от порчи, взявшей его под контроль. Таро рассказывает ей о болезни, которая убила их родителей и распространилась по всей деревне, и о том, как он вместе со своими братом и сестрой отправился просить помощи у Русу (англ. Rusu), однако им было приказано вернуться в деревню. По пути назад Таро стал свидетелем взрыва Горного храма, который уничтожил и деревню. Став духом, он безуспешно искал своих брата и сестру, однако порча поглотила его. Кена убеждает Таро простить себя, объясняя, что его брат и сестра нуждаются в нём; он обнимает брата и сестру и они отправляются в лучший мир.
Кена отправляется на помощь деревенскому плотнику, Адире (англ. Adira); по пути она встречает духа супруги Адиры, Ханы (англ. Hana). После того, как Кена находит реликвии воспоминаний Адиры, та рассказывает, что они с Ханой нашли способ сфокусировать энергию горы на сердце деревни (англ. Village Heart), что привело к её угасанию. Когда болезнь стала распространяться по деревне, Хана ушла в поисках еды и припасов, но не вернулась. Чтобы помочь Хане найти путь домой, Адира построила башню и поместила на её верх сердце деревни, однако в процессе Горный храм взорвался и Адира погибла. Кена убеждает Адиру простить себя, объясняя, что сооружение, воздвигнутое ей и Ханой, теперь навсегда останется частью земли; Адира и Хана обнимаются и они отправляются в лучший мир.
Для того, чтобы дойти до Горного храма, Кена пытается найти могущественного духа в маске, и узнаёт, что им является бывший глава деревни Тоси (англ. Toshi). Отыскав реликвии воспоминаний Тоси в мире духов, Кена пытается освободить его от власти порчи, однако он побеждает её и берёт под контроль тлёнышей. Они вступают в очередной бой на вершине горы, в котором он наполняет тлёнышей порчей и создаёт огромного тленного монстра. Кена освобождает тлёнышей и побеждает создание. Тоси объясняет Кене, что после того, как болезнь охватила деревню, он начал искать ответы; Заджуро объяснил ему, что это естественный цикл Бога тлена (англ. Rot God), и что им придётся искать новый дом, однако Тоси отказался так поступать. На вершине горы он обратился к Богу тлена, спросив о страданиях, что охватили его людей. Бог тлена не ответил, что спровоцировало Тоси убить его — это вызвало взрыв, уничтоживший деревню со всеми её обитателями. Кена убеждает Тоси простить себя, и они с Заджуро отправляются в лучший мир. Кена прощается с тлёнышами, которые оказываются частицами Бога тлена. Тлёныши объединяются, чтобы восстановить дух Бога тлена, пока Кена медитирует в Горном храме.

## Разработка
Kena: Bridge of Spirits разработана независимой лос-анджелесской студией Ember Lab, основанной в 2009 году братьями Майком и Джошем Гриерами. Изначально студия занималась мультипликационными рекламными роликами и фирменными игровыми приложениями; в 2016 году они выпустили вирусный короткометражный фильм, основанный на The Legend of Zelda: Majora’s Mask, названный Terrible Fate (с англ. — «Ужасная судьба»). Команда разработки посчитала, что создание компьютерной игры — «очевидный следующий шаг». Небольшая команда, в которой Майк был программистом, на протяжении нескольких лет создавала прототип, после чего студии удалось нанять больше работников и увеличить стоимость разработки. После того, как прототип был завершён, студия начала показывать его потенциальным издателям при поддержке ветерана индустрии Тины Ковалевски. Оказалось, что несколько издателей были знакомы с Terrible Fate. Спустя примерно восемь месяцев после начала поисков, в октябре 2017 года Ember Lab заключили партнёрское соглашение с Sony Interactive Entertainment о консольной эксклюзивности. Костяк команды расширился до 15 разработчиков, а часть работы была передана на аутсорс другим студиям.
В октябре 2020 года бывший дизайнер Брандон Попович заявил, что Ember Lab не оплатила его работу над игрой в полной мере, а также не выполнила своих обещаний на тему передачи собственного капитала и карьерного роста; кроме того, анонимный источник опубликовал аналогичные заявления, обвиняя компанию в неоплачиваемых переработках и несоблюдении обещаний по переводу сотрудников на полную ставку. В ответ Ember Lab заявила, что у них сохранились чеки с оплатой всех счетов, и что она не давала никаких дополнительных обещаний своим сотрудникам.

### Графический дизайн
Для создания графики игры Ember Lab скооперировалась с вьетнамской анимационной студией Sparx. На раннем этапе разработки команда посетила офис Sparx во Вьетнаме для налаживания рабочего процесса. Ведущий художник по окружению, Джулиан Вермеулен, ранее работавший с Майком Гриером над оригинальным прототипом в 2016 году, работал на обе студии одновременно. Ранний прототип использовал игровой движок Unity, однако в дальнейшем команда перешла на Unreal Engine 4. Большая часть разработки прошла на PlayStation 4; команда не была уверена в том, что Sony предоставит им версию PlayStation 5 для разработчиков, однако со временем они её получили. Задачей команды было создать «богатый игровой опыт», который можно было бы пройти в течение одних выходных. Вымышленный мир игры был вдохновлён восточными землями, в том числе Японией и Бали. Символы, используемые в игре, так же были вдохновлены японской и южно-восточно-азиатской культурами. Дизайнер битв Джеймс Бек, начавший свою работу над проектом в качестве художника по освещению и теням, работал одновременно над анимациями персонажей и поведением врагов, чтобы в игре эти два компонента воспринимались как единое целое.

### Дизайн персонажей
В ранних прототипах игры тлёныши выступали в роли антагонистов, а Кены в игре не было. Когда команда создала Кену, протагонистка была значительно младше — около 7—8 лет отроду, — однако разработчики посчитали, что сюжет и тематика игры требуют более опытного и зрелого протагониста. В ранней версии Кена не обладала многими способностями и больше полагалась на тлёнышей, что Майк Гриер сравнивал с игрой A Boy and His Blob 2009 года выпуска. После проработки новых концептов команда остановилась на решении сделать Кену сильной самой по себе, оставив возможность усилить её ещё сильнее с помощью тлёнышей. По задумке ведущего дизайнера персонажей Вика Кана, Кена должна была одновременно и подходить миру, и выбиваться из него. Некоторое время Кена носила длинный плащ, однако разработчики посчитали анимации слишком отвлекающими, поэтому плащ был заменён на шаль. По задумке Кана, одежда протагонистки должна была выглядеть асимметричной, сделанной своими руками, но практичной. Персонажи игры были анимированы вручную с помощью технологии мультипликации по ключевым кадрам, что должно было добавить персонажам проработанной индивидуальности. Команда хотела создать прочную эмоциональную связь между игроком и тлёнышами, которую игрок мог впоследствии использовать для эффективного ведения боя. Первый прототип трёхмерной модели Кены был создан Родриго Консалвешем, отдельно настроившим рендерер для небольших деталей вроде волос персонажей. Также при создании трёхмерных моделей команда сотрудничала с Карлосом Ортегой. Волосы Кены состоят как из стереометрических объектов (для оптимизации освещения и создания чётких теней), так и полупрозрачных полигонов (для добавления мелких деталей). Аналогичная работа была проделана над одеждой и посохом Кены, которые должны были отразить приверженность традициям персонажа. Также команда создала цифровую библиотеку анимированных выражений лица Кены, что позволяет наиболее точно передавать её характер.
Кена — молодая азиатка. По словам Джоша Гриера, у команды «в планах всегда были уникальные ведущие персонажи, которых геймеры не видели до этого». Актриса озвучки Кены, Дева Аю Деви Ларассанти, является дочерью основателей балийского ансамбля Gamelan Çudamani, участвовавшего в записи саундтрека, и попала в проект по настоянию родителей. Ларассанти также исполнила несколько песен в игре. Одной из причин, по которой Ларассанти получила свою роль, является её связь как с балийской, так и американской культурами, — в детстве она часто путешествовала между двумя странами. Актриса посчитала, что тематика игры хорошо сочетается с её опытом жизни на Бали; при озвучке она использовала знания о балийской культуре, полученные от отца — в частности, в разговорах со старшими она использовала более мягкий и формальный тон. К тлёнышам она относилась также, как балийцы относятся к сесухунан — священным духам, к которым они часто обращаются за благословениями и защитой. Также Ларассанти посчитала, что её образование — мировое искусство и культуры с дополнительной специальностью по музыкальной этнографии в Калифорнийском университете в Лос-Анджелесе — помогли ей настроиться на роль. Перед записями Ларассанти часто репетировала со своей матерью, которая тоже работает актрисой озвучивания. Также перед работой над ролью Ларассанти потратила время на изучение других игр и фильмов — по играм вроде Grand Theft Auto она изучала, как актёры взаимодействуют между собой, а из аниме Аватар: Легенда об Аанге и Легенда о Корре она почерпнула, как записывать фоновые или боевые звуки. Действия персонажа часто заставляли актрису двигаться во время записи, нередко делая удары по микрофону или стенам звукозаписывающей кабины. Перед записью боевых сцен она намеренно вступала в спор со своим братом, чтобы звучать более правдоподобно. Большая часть записи прошла в середине 2020 года.
Тод Феннелл стремился сделать своего персонажа, Таро, «звучащим капельку более уязвимым» по сравнению с охваченной порчей версией (озвученной другим актёром). Когда ему нужно было отразить боль и печаль Таро, Фенелл вспоминал себя в 23 года, когда он испытывал «злость, беспомощность, грусть и вину» после смерти матери. По его словам, после потери любимого человека «очень сложно не погрузиться в раздумья о том, что ты должен был или мог сделать иначе». По словам Феннелла, работа с маленькой командой в Ember Lab позволила сделать процесс озвучки более «доступным», и он был удивлён размерами и содержанием сценария на фоне его прошлого опыта работы в игровой индустрии. Поскольку пандемия COVID-19 сделала международные путешествия невозможными, Ember Lab отправила к дому Масаси Одатэ в Японии звукозаписывающее оборудование, чтобы он мог озвучить реплики Тоси; во время записи боевых сцен к нему домой поднялись обеспокоенные охранники. Сэм Кавалларо, актриса Сайи, черпала вдохновение из собственной жизни, в которой она часто защищала свою младшую сестру. Пока она записывала свои реплики, разработчики общались с ней через Zoom.

### Создание музыки
Композитором игры стал Джейсон Галлати. Перед тем, как приступать к созданию саундтрека, он набирался вдохновения, слушая музыку балийского ансамбля Gamelan Çudamani. В 2017 году он связался с ансамблем и предложил сотрудничать, поскольку посчитал, что это будет уважительно по отношению к культуре. Эмико Сарасвати Сусило, директор Gamelan Çudamani, некоторое время колебался, поскольку он не хотел, чтобы традиционная гамеланская музыка фигурировала в компьютерной игре, однако после диалога с командой разработчиков и ознакомлением с тематикой игры, он согласился сотрудничать. Галлати и Майк Гриер отправились на Бали, чтобы записать саундтрек с группой. Основатель ансамбля, Дева Путу Берата, сочинил несколько композиций с опорой на описание игры и запись игрового процесса. Когда Галлати представил сэмплы духовной музыки, Берата заявил, что она звучит неуместно, и создал собственную композицию с похожим звучанием. В саундтреке игры есть песни, исполненные Ларассанти, дочерью Сусило, которая также подарила голос Кене. Несмотря на то, что игра создавалась под влиянием фильмов Disney, разработчики отказались от внутриигровых музыкальных выступлений, чтобы игра воспринималась более естественно.

## Выпуск и реклама
Игра была анонсирована 11 июня 2020 года на мероприятии Future of Gaming от PlayStation; выпуск игры на платформах Microsoft Windows, PlayStation 4 и PlayStation 5 был назначен на конец 2020 года. Игра должна была стать временным консольным эксклюзивом, с дальнейшим выпуском в Epic Games Store. Владельцам версий для PlayStation 4 была обещана возможность бесплатного обновления для PlayStation 5. В сентябре 2020 года Ember Lab перенесла выпуск игры на первый квартал 2021 года, сославшись на задержки в разработке, вызванные работой из дома во время пандемии COVID-19. В трейлере от Sony, представленном на Consumer Electronics Show в январе 2021 года, мелким шрифтом было написано о выпуске игры в марте 2021 года, однако позже Сони убрала это примечание из трейлера. Во время презентации State of Play в феврале 2021 года был показан новый трейлер игры и объявлена новая дата выпуска — 24 августа. В июле 2021 года Ember Lab снова перенесла игру, на этот раз на 21 сентября, сославшись на то, что команде нужно больше времени на полировку игры на всех платформах. Окончательный предрелизный трейлер был опубликован 20 сентября 2021 года.
Kena: Bridge of Spirits была представлена на кинофестивале «Трайбека» в мае 2021 года. Виртуальным посетителям фестиваля была предоставлена возможность поиграть в часовую демо-версию игры, которая так же претендовала на вступительную награду Tribeca Games Award. На шоу The Tribeca Game Spotlight был представлен геймплейный трейлер игры. Демо-версия получила положительные оценки; критики сравнивали её с Pikmin, The Legend of Zelda и фильмами Pixar. Лорен Мортон из PC Gamer описала игру как «компактную, уютную экшен-адвенчуру в мире, которому место на театральной сцене», а Сэм Ловеридж из GamesRadar+ назвала Kena одной из самых ожидаемых игр 2021 года. 20 сентября 2021 года Ember Lab объявила о том, что в игре будет представлен фото-режим. Также была анонсирована дисковая версия игры, выпуск которой был назначен на ноябрь 2021 года под издательством Maximum Games. После выпуска игры Майк Гриер заявил, что Ember Lab изучает возможные расширения игровой боевой системы, а Джош Гриер объявил, что студия рассматривает возможность выпуска на других платформах. Джош также заявил, что команда не уверена в том, что возьмётся за сиквел, однако они бы хотели попробовать другие формы искусства, такие как телепрограмма или фильм.

## Критика
| Сводный рейтинг       | Сводный рейтинг                       |
| Агрегатор             | Оценка                                |
| --------------------- | ------------------------------------- |
| Metacritic            | (PC) 83/100 (PS5) 80/100 (PS4) 78/100 |
| Иноязычные издания    |                                       |
| Издание               | Оценка                                |
| Destructoid           | 8/10                                  |
| Game Informer         | 9/10                                  |
| GameRevolution        | 7/10                                  |
| GameSpot              | 9/10                                  |
| GamesRadar+           | [ 62 ]                                |
| IGN                   | 8/10                                  |
| PC Gamer (US)         | 65/100                                |
| Push Square           | 7/10                                  |
| Русскоязычные издания |                                       |
| Издание               | Оценка                                |
| «Игромания»           | [ 65 ]                                |
| «Игры Mail.ru»        | 9/10                                  |

Kena: Bridge of Spirits получила в основном положительные отзывы критиков. Средний балл игры на агрегаторе рецензий Metacritic составляет 83 из 100 на основе 12 рецензий для ПК, 78 из 100 на основе 4 рецензий для PlayStation 4, и 80 из 100 на основе 79 рецензий для PlayStation 5. Митчелл Салцман из IGN описал игру как «чудесный дебютный проект от Ember Lab, в котором им удалось соединить свой выдающийся опыт в изобразительном искусстве и анимациях с очень добротной боевой системой, фантастическим дизайном мира, и отличным балансом экшена, платформинга, решения головоломок и исследования». Джиованни Колантонио из Digital Trends назвал игру «изысканно сотворённым приключением, которое с лёгкостью сливает воедино классический и современный подход к геймдизайну», а Фил Хорншау из GameSpot описал игру как «волнующее, местами душераздирающее путешествие, которое вселит в вас желание исследовать каждый закоулок, каждую расщелинку, чтобы убедиться, что вы осмотрели всё, что могли». В менее позитивной рецензии для Kotaku Алекс Уолкер описал проект как «технически приятное и неизменное визуальное удовольствие, которому, однако, несколько не хватает амбиций».
Особенно высокой оценки критиков удостоился художественный стиль игры; некоторых критиков не удивило его качество, учитывая предыдущие работы студии, а некоторые проводили параллели с фильмами Pixar, DreamWorks Animation и Studio Ghibli. Оззи Меджиа из Shacknews посчитала визуальный стиль игры одним из лучших из игр для PlayStation 5, а Колантонио из Digital Trends написал, что «разработчики выжали из игровой анимации всё возможное». Рачел Вебер из GamesRadar+ высоко оценил дизайн противников, отметив, что они продолжают ощущаться живыми даже если на экране находится несколько одинаковых существ. Другим аспектом игры, получившим положительные оценки, стало разнообразие используемых цветов в художественном стиле. Некоторые критики отмечали разницу между игровым процессом и катсценами, поскольку последние записаны с пониженной кадровой частотой; Алан Уэн из NME посчитал это атавизмом, сравнив ситуацию с играми для PlayStation 2. Майк Минотти из VentureBeat похвалил визуальный стиль, но посчитал, что со временем он становится «несколько монотонным», а Малинди Хетфелд из Eurogamer поставила под вопрос использование балийской и японской иконографии, учитывая, что внутри игры нет никаких пояснений к используемым символам.
Ряд критиков посчитал, что исследование мира и решение головоломок в игре приносят удовлетворение, сделаны разнообразно и хорошо награждают игрока, а другие отмечали, что головоломки становятся однообразными, или что их решения слишком просты. Колантонио из Digital Trends порадовался ясному предназначению каждого инструмента и игровой механики. Стефан Тейлбай в рецензии для Push Square похвалил игру за прогрессию и темп повествования, однако Салцман из IGN посчитал, что прогресс игрока слишком ограничен. Меджиа из Shacknews написал, что получение лука сделало решение головоломок более интересным, однако бомбы начинают «казаться неудобными и топорными». Вебер из GamesRadar+ посчитал, что назначение новых умений объясняется непонятно, а Джордан Миддлер из Video Games Chronicle отметил, что они приносят слишком мало нового в боевую систему. Ряд критиков похвалил сложность боёв и получаемое в результате удовлетворение; Хорншау из GameSpot назвал битвы «в целом сложными и волнительными», а с получением тлёнышей они «начинают чувствоваться весёлыми и интеллектуальными». Некоторые критики, наоборот, посчитали боевую систему слишком простой или скучной, а механику уклонения и парирования — ненадёжной и бесполезной. Хетфелд из Eurogamer отметил слабый баланс сложности между обычными битвами и сражениями с боссами. Критики отмечали быстрое время загрузки на PlayStation 5 и использование возможностей DualSense; на Windows Кемп из PC Gamer отметил небольшие просадки кадровой частоты во второй половине игры.
Дизайн тлёнышей был высоко оценён критиками, многие из которых сравнивали их с пикминами из одноимённой серии игр Pikmin. Ряд критиков похвалили интеграцию тлёнышей в боевую систему; Хетфелд из GameSpot писал, что это «выделяет Kena из похожих игр», а Вебер из GamesRadar+ посчитал, что это «превозносит все остальные аспекты игры». Пол Тамбурро из GameRevolution писал, что эти создания демонстрируют талант разработчиков в анимации и похвалил их за возможность кастомизации. Тейлбай из Push Square посчитал, что все взаимодействия с тлёнышами приносят удовольствие, а Уэн из NME высказал мнение, что их характер более проработанный, чем у Кены. С другой стороны, Миддлер из Video Games Chronicle написал, что тлёныши «воспринимаются чуть ли не упражнением в сфере рекламы».
Меджиа из Shacknews посчитал повествование игры мощным и эмоциональным, отметив, что «было очень трогательно смотреть, как человеческие несовершенства могут быть прощены». Колантонио из Digital Trends сравнил сюжет игры с «Навсикаей из Долины ветров» и «Принцессой Мононоке» Хаяо Миядзаки, посчитав его одним из лучших элементов игры. Тейлбаю из Push Square повествование показалось предсказуемым, однако «задающим оптимистичный и милый тон, сродный большому количеству мультфильмов» последнего десятилетия. Миддлер из Video Games Chronicle отметил расхождение между сюжетом игры и действиями игрока, и описал сценарий как «нечто, что вы увидите в мультфильме студии Illumination уровня „Б“». Матусяк из Gry-Online и Уэн из NME посчитали повествование незапоминающимся; Тамбурро из GameRevolution аналогично посчитал его легко забывающимся, отметив, что недостаток эмоций при раскрытии таких тем, как утрата близких людей, делает их сухими. Кемп из PC Gamer высказал, что история ощущается незавершённой. Шубханкар Париджат из GamingBolt посчитал, что предыстория и заметки об игровом мире являются более интересными, чем основной сюжет.
Хорншау из GameSpoit писал, что взаимодействие между персонажами делает каждую зону более живой. Меджиа из Shacknews посчитал сюжетные ветки персонажей «душераздирающими». Ряд критиков, напротив, посчитали персонажей непроработанными и неинтересными. Уолкер из Kotaku похвалил талант разработчиков в анимации персонажей, однако Тейлбай из Push Square посчитал, что дизайну некоторых персонажей «чего-то не хватает»; Хетфелд из Eurogamer писал, что вдохновлённый студией Pixar дизайн персонажей «делает очень сложным осознание того факта, что все эти персонажи с японскими именами на самом деле японцы». Несколько рецензентов раскритиковали тот факт, что персонажи никак не влияют на протагонистку. Пара критиков похвалила озвучение персонажей (в рецензии на Jeuxvideo.com была высоко оценена работы Ларассанти в роли Кены, а Уолкер из Kotaku рукоплескал Одате в роли Тоси), однако остальные раскритиковали озвучку; Кемп из NME отметил, что он бы предпочёл видеть в игре неозвученного протагониста и искусственную тарабарщину вместо речи второстепенных персонажей.
Высокой оценки критиков удостоилась музыка игры. Jeuxvideo.com похвалил её за атмосферу и внимание к деталям, посчитав саундтрек «незабываемым». Хорншау из GameSpot описал саундтрек как «блестящий» и «атмосферный», а Джордан Девур из Destructoid посчитал его «безмятежным», с небольшим количеством навязчивых мелодий. Тамбурро из GameRevolution похвалил игру за отражение балийской музыки и культуры. Эндрю Рейнер из Game Informer написал, что он подпевал «превосходно написанным низким мелодиям». Матусяк из Gry-Online похвалил атмосферный саундтрек, однако отметил недостаточно эффективный звуковой дизайн во время сражений.
Ряд критиков оставил комментарии об оригинальности игры и заимствовании успешных элементов из других популярных тайтлов; игра сравнивалась — как в положительном, так и в отрицательном ключе — с такими играми, как Beyond Good & Evil, Jak and Daxter и The Legend of Zelda. Колантонио из Digital Trends посчитал наличие знакомых структурных элементов в игре «уютным» и «приятным», а Салцман из IGN посчитал игру «простой и шаблонной, но работающей элегантно». Уолкер из Kotaku сравнил игру с платформерами эпохи PlayStation 1, такими как Spyro the Dragon и Ty the Tasmanian Tiger, однако отметил, что не хочет подобными сравнениями слишком жёстко критиковать дебютную игру небольшой студии вроде Ember Lab. Тейлбай из Push Square положительно оценил вызываемые игрой флэшбеки по экшен-платформерам эпохи PlayStation 2; Девур из Destructoid описал игру как «прекрасный современный взгляд на проверенные временем платформеры старой школы». Jeuxvideo.com отметил чувство того, что происходящее в игре уже знакомо игроку, однако похвалил игру за уникальность и индивидуальность. Эван Уилсон из Polygon написал, что «отсутствие оригинальности» в игре сигнализирует о недостатке воображения, в особенности подчёркивая сходство игры с фильмами Studio Ghibli вроде «Принцессы Мононоке»; Уилсон описал игру как «God of War без брутальных анимаций добивания, … Ghost of Tsushima без дорогой озвучки персонажей; … Horizon Zero Dawn без размашистых просторов».

## Продажи
В сентябре 2021 года Kena: Bridge of Spirits стала самой загружаемой игрой на PlayStation 5 в Европе, а также попала на третье место в Северной Америке. Версия для PlayStation 4 оказалась на 16 месте в Европе. В октябре 2021 года студия объявила, что игра полностью окупила свой производственный бюджет.

## Комментарии
1. ↑  В неофициальном переводе — «гнилушки».
2. ↑  В неофициальном переводе — «Заджу».